# Геракліди Коринфські
Гераклі́ди (дав.-гр. Ηρακλείδες) — династія царів Коринфа, заснована Алетом.
Змінила при владі Сізіфідів, які втратили престол після дорійського завоювання.
Припинилася після смерті Телеста і скасування у Коринфі царської влади у 747 р. до н. е.

## Представники
- Алет (1073 — 1035 р. до н. е.)
- Іксіон (1035 — 997 р. до н. е.)
- Агел I (997 — 960 р. до н. е.)
- Примн (960 — 925 р. до н. е.)
- Бакхіс (925 — 890 р. до н. е.)
- Агел II (890 — 860 р. до н. е.)
- Евдем (860 — 835 р. до н. е.)
- Аристомед (835 — 800 р. до н. е.)
- Агемон (800 — 784 р. до н. е.)
- Александр (784 — 759 р. до н. е.)
- Телест (759 — 747 р. до н. е.)[1]